# Trestrimmig tyrann
Trestrimmig tyrann (Conopias trivirgatus) är en fågel i familjen tyranner inom ordningen tättingar.

## Utseende och läte
Trestrimmig tyrann är en rätt liten tyrann med ett brett vitt ögonbrynsstreck som kontrasterar med svart hjässa utan inslag av gult och en tydlig ögonmask. Ovansidan är mestadels olivbrun och undersidan gul. Arten liknar rödkronad tyrann, men är mindre och saknar vitt på strupen och den röda hjässfläcken. Sången består av hårda "djew-djew" som upprepas energiskt.

## Utbredning och systematik
Trestrimmig tyrann delas in i två underarter med följande utbredning:
- C. t. berlepschi – södra Venezuela (Bolivar) till nordöstra Peru och nedre Amazonområdet i Brasilien
- C. t. trivirgatus – sydöstra Brasilien (Bahia till Paraná) till östra Paraguay och nordöstra Argentina

## Levnadssätt
Trestrimmig tyrann förekommer rätt sällsynt i fuktiga skogar. Där ses den ofta sitta upprätt på exponerade grenar i trädkronor eller skogsbryn.

## Status och hot
Arten har ett stort utbredningsområde, men tros minska i antal, dock inte tillräckligt kraftigt för att den ska betraktas som hotad. Internationella naturvårdsunionen IUCN listar arten som livskraftig (LC).